# Pod Rýzmburkem
Přírodní památka Pod Rýzmburkem se nachází nad horní hranou údolí řeky Úpy u zříceniny hradu Rýzmburk poblíž obce Žernov. Lokalita leží nedaleko národní kulturní památky a národní přírodní památky Babiččino údolí. Hlavním předmětem ochrany je populace čolka velkého (Triturus cristatus) a jeho biotop, kterým se rozumí vlastní plocha rybníka a na ní navazující litorální pásmo včetně podmáčených ploch kolem rybníka. Předmětem ochrany jsou i další zvláště chráněné druhy obojživelníků a to čolek obecný (Triturus vulgaris), čolek horský (Triturus alpestris), kuňka ohnivá (Bombina bombina), ropucha obecná (Bufo bufo), rosnička zelená (Hyla arborea) a skokan zelený (Rana esculenta). Žije zde i užovka obojková (Natrix natrix). Území je rovněž stejnojmennou evropsky významnou lokalitou Natura 2000.